# Hermann Zivi
Hermann Zivi (auch Naphtali Zivi, geboren 19. Mai 1867 in Müllheim im Markgräflerland; begraben 13. Januar 1943 in Tel Aviv, Völkerbundsmandat für Palästina) war ein deutscher Chasan und Komponist.

## Leben
Hermann Zivi war das erste von vier Kindern der Sarah Weingärtner und des Kantors und Lehrers Moses Zivi und besuchte die Schule in Müllheim. Im Lehrerseminar in Karlsruhe wurde er vom Oberkantor Samuel Rubin ausgebildet, einem Schüler Salomon Sulzers. Seine erste Stelle als Lehrer und Kantor erhielt Zivi 1890 in Ober-Ingelheim, während er gleichzeitig das Hoch’sche Konservatorium in Frankfurt am Main und das Peter-Cornelius-Konservatorium der Stadt Mainz besuchte. Seine erste große Komposition war 1896 ein Chorwerk zum siebzigsten Geburtstag des Großherzogs von Baden Friedrich I. Ab 1893 hatte er eine Lehrerstelle in Düsseldorf und 1898 wurde er Kantor an der Alten Synagoge in Elberfeld.
Er konnte sich nun verstärkt der Musik widmen und nahm noch Kompositionsunterricht bei Georg Wilhelm Rauchenecker. In Elberfeld gründete er einen Synagogenchorverein und stellte aus liturgischen Werken und eigenen Kompositionen ein Gesangbuch zusammen. Aus seinem kompositorischen Schaffen sind wenigstens 23 Titel bekannt, deren Notenmaterial allerdings teilweise verschollen ist., Zivi komponierte überwiegend Vokalmusik, vielfach für Kantor und Gemeinde, daneben mehrstimmige Chormusik und Orgelstücke. Zivi komponierte auch weltliche Werke, etwa eine symphonische Dichtung Über Babylon nach Rom (1906), eine Festhymne zum 300-jährigen Bestehen der Stadt Elberfeld nach dem Text des Heimatdichters Otto Hausmann (1910) Schütze unser deutsches Heer (1915) oder Gott sei des Kaisers Schutz (1916).
1928 entließ ihn die Synagogengemeinde in den Ruhestand, in dem er weiterhin komponierte und musikwissenschaftliche Beiträge schrieb. Am 1. August 1929 verabschiedete ihn auch das Elberfelder Gymnasium, wo er seit 1907, zuletzt neben Rabbiner Joseph Norden, als Religionslehrer in den unteren und mittleren Klassen tätig gewesen war, mit Dank für „sein Wirken im Sinne der gegenseitigen Achtung der Konfessionen“. In einem Debattenbeitrag in der Monatszeitschrift des Jüdischen Kulturbundes Rhein-Ruhr 1934 stritt er die Existenz einer Jüdischen Musik schlichtweg ab, da die synagogale Musik von der Kirchenmusik beeinflusst sei, die jüdische Populärmusik eine Entlehnung slawischer Folklore darstelle. Eine originär jüdische Musik könne er sich erst in ferner Zukunft, gewachsen auf dem Boden eines jüdischen Staats vorstellen.
Die Machtübergabe an die Nationalsozialisten beeinträchtigte auch sein Leben. Sein Sohn Paul war schon 1933 nach Brasilien emigriert. 1939 wanderte er selbst mit seiner Frau Rosa (–1941) über Triest nach Tel Aviv aus. Seine Tochter Erna Levin (1894–1974) emigrierte im Dezember 1939 ebenfalls nach Palästina, mit ihr war auch Zivis Enkelsohn Walter Levin. Zivi fehlte nun die Kraft für weitere Kompositionen, er schrieb nur noch zwei größere Essays.
Zivis Geschwister Helene (* 1879) und Josef (* 1868) wurden 1938 im Müllheimer jüdischen Gemeindehaus ghettoisiert und 1943 im Ghetto Theresienstadt Opfer des Holocausts; zum Gedenken an sie wurden 2006 zwei Stolpersteine vor dem Anwesen Hauptstraße 61 in Müllheim verlegt.

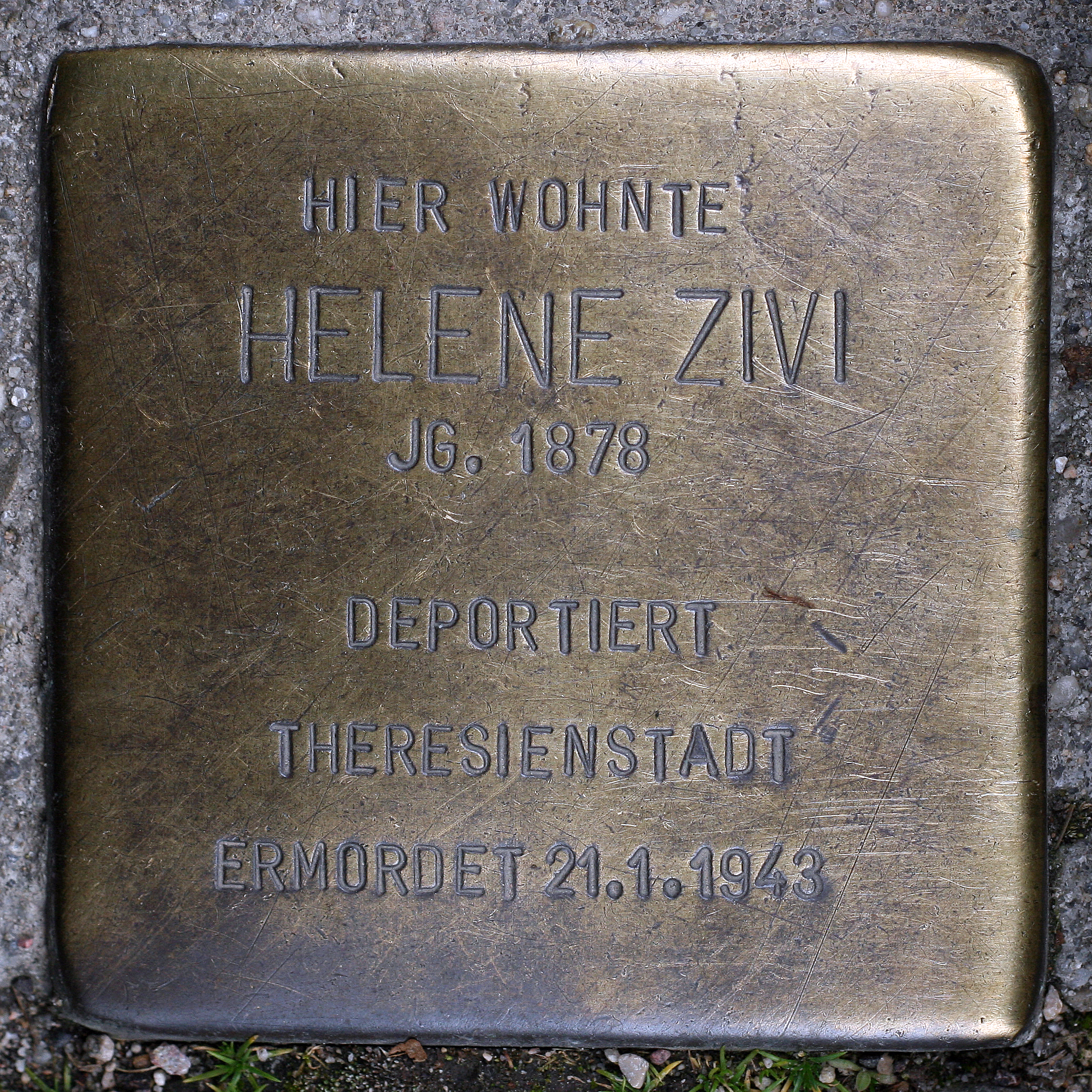
Stolperstein für Helene Zivi
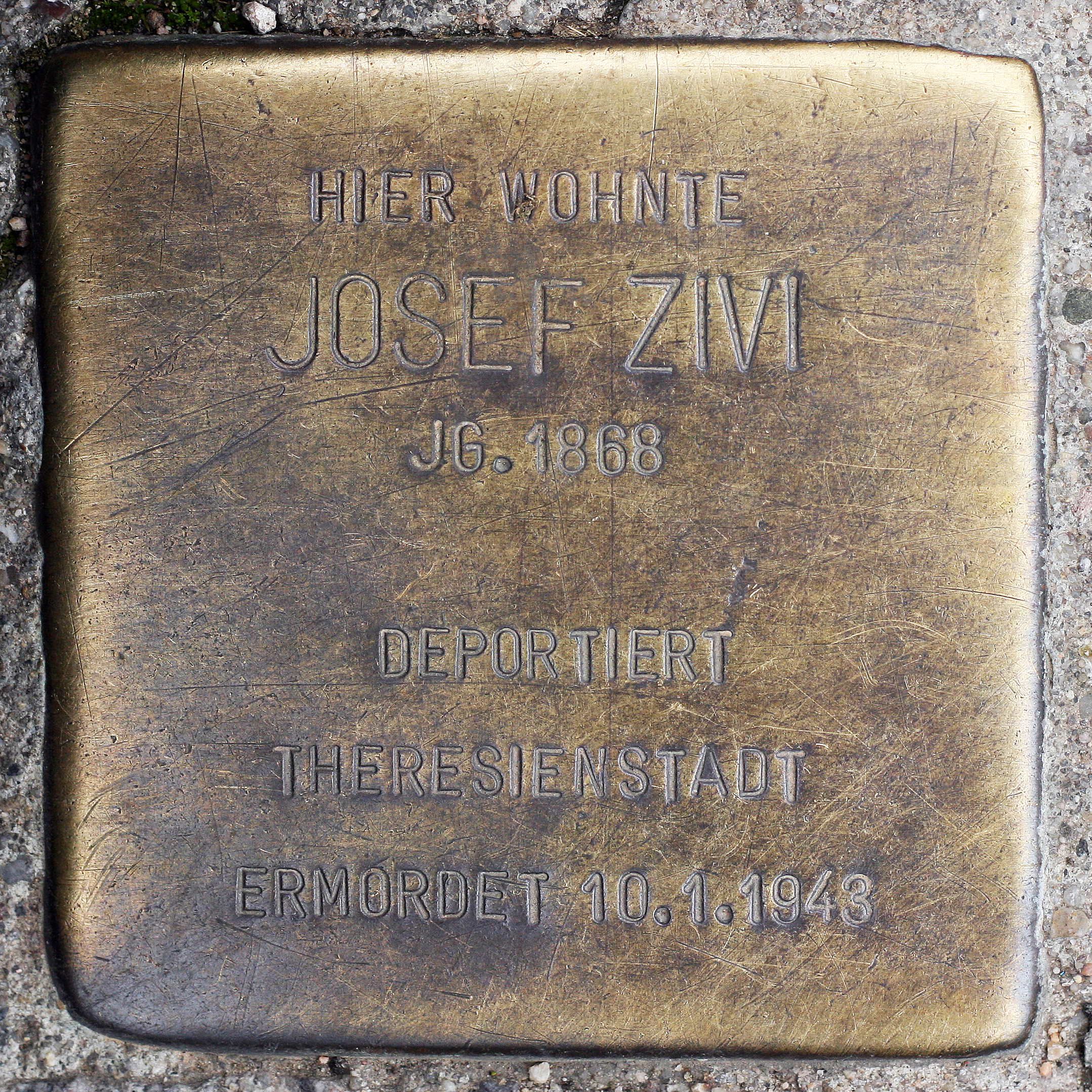
Stolperstein für Josef Zivi

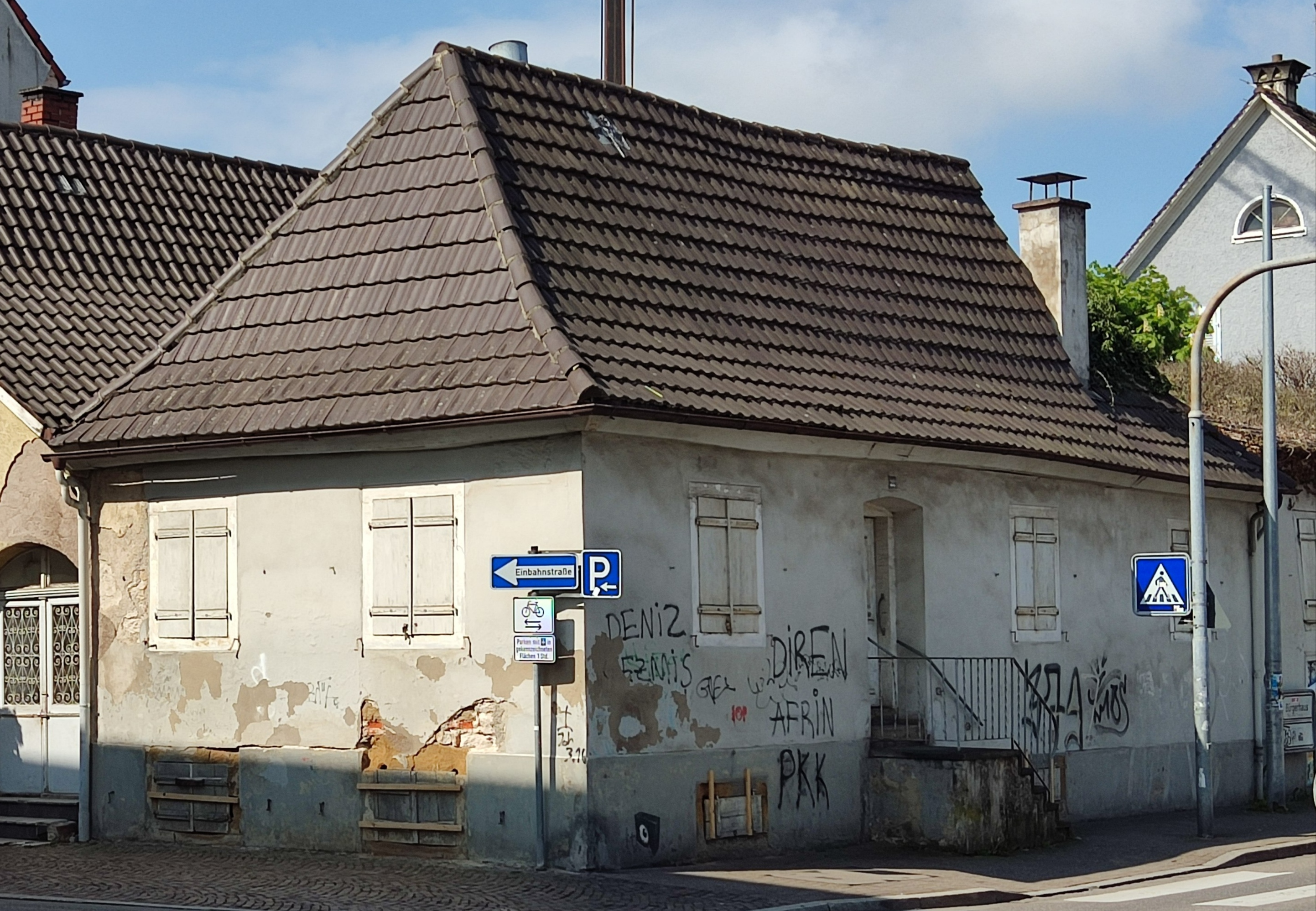
Haus Zivi" (April 2024): Künftig eine Erinnerungsstätte für die jüdische Familie und die Juden in Müllheim vor dem zweiten Weltkrieg?